# Metropolia Nairobi (Kościół rzymskokatolicki)
Metropolia Nairobi – jedna z 4 metropolii Kościoła rzymskokatolickiego w Kenii. Została ustanowiona 25 marca 1953.

## Diecezje
- Archidiecezja Nairobi
  - Diecezja Kericho
  - Diecezja Kitui
  - Diecezja Machakos
  - Diecezja Nakuru
  - Diecezja Ngong
  - Diecezja Wote

## Metropolici
- John Joseph McCarthy (1953-1971)
- kard. Maurice Michael Otunga (1971-1997)
- Raphael S. Ndingi Mwana’a Nzeki (1997-2007)
- kard. John Njue (2007–2021)